# Bo Grandien
Bo Grandien, född 21 november 1932 i Stockholm, död där 11 december 2014, var en svensk konsthistoriker, journalist och författare.

## Biografi
Bo Grandien var son till Alf Grandien, växte upp på Södermalm i Stockholm, och avlade studentexamen 1952 på Södra latin.
Han skrev prosalyrik, noveller och romaner, till exempel Hem till stallet (1959), vilken belönades med Stora nordiska romanpriset. Grandien var journalist från 1954 till 1989, först vid Östgöta Correspondenten och i Svenska Dagbladet 1955–65, och därefter i Dagens Nyheter. 
Samtidigt med sitt arbete som journalist disputerade han 1974 vid Uppsala universitet på den uppmärksammade avhandlingen om den lundensiske 1800-talsarkitekten, professorn i grekiska Carl Georg Brunius (Drömmen om medeltiden). Grandien blev docent i konstvetenskap. År 1986 innehade han den Lambergska gästprofessuren vid Göteborgs universitet och slutligen professuren i konstvetenskap vid Stockholms universitet från 1989 till 1996.
Åren 1995–1999 var han ständig sekreterare vid Konstakademien, och 1998–2012 ledamot i Stockholms skönhetsråd.